# Nicolás Rodríguez (velejador)
Nicolás Rodríguez (Vigo, 30 de abril de 1991) é um velejador espanhol, medalhista olímpico.

## Carreira
Rodríguez participou dos Jogos Olímpicos de Verão de 2020 em Tóquio, onde participou da classe 470, conquistando a medalha de bronze ao lado de Jordi Xammar após finalizar a série de treze regatas com 55 pontos.